# Pradell de la Teixeta
Pradell de la Teixeta è un comune spagnolo di 189 abitanti situato nella comunità autonoma della Catalogna.